# Sutton upon Derwent
Sutton upon Derwent is een civil parish in het bestuurlijke gebied East Riding of Yorkshire, in het Engelse graafschap East Riding of Yorkshire met 594 inwoners.